# Zygophlebius pseudosilveira
Zygophlebius pseudosilveira là một loài côn trùng trong họ Psychopsidae thuộc bộ Neuroptera. Loài này được Oswald miêu tả năm 1994.